# Reklama na sociálních sítích
Reklama na sociálních sítích je jednou z forem internetové reklamy, kde jsou využívané sociální sítě pro marketingové účely prostřednictvím placené inzerce. Reklama na sociálních sítích není striktně oddělena od ostatních marketingových aktivit na sociálních sítích, ale obvykle je s nimi provázaná.
Výhodou reklamy na sociálních sítích je možnost zasáhnout velké množství uživatelů, kteří by mohli být potenciálními zájemci či zákazníky. Sociální sítě sdružují čím dál víc lidí po světě, což umožňuje oslovit velkou masu lidí. Největší výhodou je poměrně přesné zacílení reklamy. Prostřednictvím sociálních sítí uživatelé shromažďují a uveřejňují o sobě množství informací jako například věk, pohlaví, rodinný stav, zájmy a jiné. Tyto údaje umožňují tvořit specifické cílové skupiny. Další nespornou výhodou reklamy na sociálních sítích je možnost podrobného sledovaní průběhu reklamních kampaní v podobě různých statistických údajů. Tyto údaje je možné analyzovat a vyhodnotit a následné kampaně optimalizovat.
Reklama na sociálních sítích není vhodná pro všechny společnosti, výrobky či služby. Především pro společnosti ze segmentu B2B se tato forma reklamy nedoporučuje, protože se obvykle mine účinkem. Výjimkou je sociální síť Linkedin, která je pro některé účely vhodná i pro B2B společnosti. Nedostatkem reklamy na sociálních sítích je snaha uživatelů se reklamě vyhýbat. Uživatelé přicházejí na sociální sítě komunikovat, sdílet informace a reklamu už podvědomě přehlížejí. Tato skutečnost způsobuje nízkou efektivitu reklamy, pokud je jejím účelem přímá podpora prodeje. Proto je nutné inzerci připravit v podobě, která uživatele zaujme, vtáhne je do komunikace formou doporučení a šíření názorů. Reklama na sociálních sítích by měla být koordinována a sladěná s ostatními marketingovými aktivitami či na sociálních sítích nebo prostřednictvím jiných online služeb.

## Formy reklamy
Reklamu na sociálních sítích lze zpravidla rozdělit na základě způsobu platby, obsahové formy a umístění. Obvykle reklama na sociálních sítích může mít formu:
- Bannerová reklama – jedna z nejstarších a nejběžnějších forem internetové reklamy. Platí se za určitý prostor na webu za určité období, během kterého je reklama zobrazována. Výše platby za prostor pro banner vychází z rozměrů a umístění banneru na webu.
- PPC reklama – PPC je zkratkou anglického pojmu pay per click, což v překladu znamená platba za klik. Tento pojem přesně vystihuje podstatu této reklamy, kdy se neplatí za zobrazování, ale až za proklik na reklamu. Jedná se o nejběžnější formu reklamy na internetu i na sociálních sítích.
- CPM reklama – CPM je zkratkou anglického pojmu cost per mille, což v překladu znamená cena za tisíc. V marketingové řeči se jedná o platbu za 1000 zobrazení reklamy. CPM je běžná forma reklamy na internetu i na sociálních sítích. Není tak často využívána jako PPC a to pro vyšší riziko vyčerpání rozpočtu na reklamu. Je vhodnější pro účely zvyšování povědomí o značce či výrobku jako pro přímou podporu prodeje.
- CPE reklama – CPE je zkratkou anglického pojmu cost per engagement, což v překladu znamená cena za zapojení. Prostřednictvím této formy reklamy se neinzerují standardní reklamní formáty, ale uživatelské příspěvky. CPE se stanovuje na základě míry engagementu, která se vyjadřuje jak je určitý příspěvek zajímavý pro uživatele a jak moc podněcuje k různým aktivitám spojeným s daným příspěvkem. Mezi tyto aktivity patří proklik na odkaz v příspěvku, sdílení příspěvku, odpověď na příspěvek a další.
- CPF reklama – CPF je zkratkou anglického pojmu cost per follower, což v překladu znamená cena za následovníka. Princip této formy reklamy je v tom, že za reklamu se platí až v případě, kdy se uživatel na základě reklamy stane následovníkem – odběratelem určitého účtu nebo skupiny na sociální síti.
- PPC reklamné sítě – nazývané také obsahové nebo display sítě. Jedná se o specifickou formu PPC reklamy, kdy není reklama zadávaná přímo na sociální síti, ale inzerent využívá služby reklamních sítí, jejichž součástí je i sociální síť. Reklamní síť sdružuje velké množství partnerských webů, jejichž prostřednictvím zprostředkovatel nabízí možnost inzerentovi masově využít kontextově cílenou reklamu. Služby reklamních sítí nabízí v ČR například nástroj Google Adwords, Sklik nebo Etarget.[5]

## Reklama na Facebooku
Facebook je nejrozšířenější sociální síť na světě i v ČR. Je určena pro všechny uživatele internetu bez nějakého specifického zaměření. Z pohledu využití placené reklamy na sociálních sítích jí také patří prvenství a z pozice českého uživatele Facebook nabízí nejvíce možností placené inzerce.
Obchodní model reklamy na Facebooku nabízí možnosti PPC a CPM reklamy. Facebook je také součástí mnoha reklamních sítí.
Reklamní systém má název Facebook Ads (od 28. října 2021 se systému říká Meta Ads) a poskytuje dva formáty placené reklamy:
- standardní Facebook Ads – jedná se o krátké inzeráty zobrazující se v pravém postranním sloupci na stránkách Facebooku, souvisejících s účtem inzerenta. Inzeráty mohou mít formu textovou, obrázkovou nebo kombinovanou, která je nejběžnější.
- Facebook Sponsored Stories – u těchto formátů reklamy se nevyužívá běžného reklamního sdělení, uživatelům se místo toho zobrazí pouze krátké sdělení o tom:

1. že jejich kamarád stránku „lajkoval“, teda že se mu stránka líbí – formát Like Story,
2. že „lajkoval“ příspěvek stránky – formát Page Post Like Story,
3. nebo se zobrazí jen poslední příspěvek stránky  s informací, kolik uživatelů jí „lajkovalo“ či komentovalo – formát Page Post Story.

Prostřednictvím Facebook Ads je možné inzerovat dva typy stránek:
- externí stránky – různé webové stránky a nebo mikrostránky, například firemní webové stránky či weby e-shopu,
- interní stránky Facebooku – stránka na Facebooku, skupina, udalost a Facebooková aplikace.[6]

## Reklama na Linkedin
Linkedin je sociální síť s celosvětovou působností, která se od ostatních sociálních sítí odlišuje svým specifickým zaměřením na získávání, budování a sdružování profesních a obchodních vztahů a využitím pro profesionální networking. Negativním specifikem této sociální sítě je, že na rozdíl od Facebooku či jiných sítí, uživatelé na této síti tráví mnohem méně času.
Obchodní model reklamy na Linkedin nabízí možnosti PPC a CPM reklamy.
Reklamní systém má název Linkedin DirectAds a poskytuje dva formáty placené reklamy:
- textová reklama – nabízí možnost využití jen textovou formou a reklama je umístěná v oblasti pod horizontální navigací,
- reklama s ilustračním obrázkem – možnost doplnit reklamu o obrázek a je umístěná v pravém postranním bloku.

Prostřednictvím placené reklamy na sociální síti Linkedin je možné inzerovat:
- jobs – nejběžnějším formátem reklamy je reklama za účelem tzv. headhuntingu, tedy hledání vhodného kandidáta na volnou pracovní pozici,
- B2B reklama – prostřednictvím Linkedin je možné cílit reklamu na potenciální zákazníky a obchodní partnery. Pomocí této reklamy můžeme oslovit vedoucí pracovníky cílených společností a budovat kontakty a vztahy,
- sponzorovaný update profilu – jedná se o placené reklamní sdělení publikované z vlastního profilu, které bude zobrazeno cílové skupině.[7]

## Reklama na Twitteru
Twitter je jednou z nejpopulárnějších sociálních sítí na světě i v ČR. Twitter je populární díky své jednoduchosti – krátkými textovými zprávami – tzv. tweety, kterými lze propagovat aktivity společnosti, případně přiložit a sdílet různé odkazy. Twitter je otevřenější než Facebook – na Twitteru se může stát každý tzv. followerem, tedy nějakým následovníkem, odběratelem jakékoli společnosti, skupiny či jednotlivce, od kterých následně dostává krátké zprávy, novinky a nabídky. Marketing na Twitteru je vhodný především pro zvyšování povědomí o značce nebo jméně společnosti, či významné osobnosti (branding).
Propagace na Twitteru vychází ze třech základních služeb:
- Twitter profil – je nutné mít vyplněný profil s informacemi o společnosti a jejích aktivitách,
- tweety o aktivitách – pomocí tweetů dáváme svým followerům vědět o našich aktivitách, což může být například naše nabídka, akce, slevy s přiloženými odkazy na příslušný produkt nebo Facebook stránku,
- retweet – možnost sdílení našich tweetů mezi uživateli navzájem, což umožňuje dále rozšiřovat dosah našich propagačních aktivit.

Z výše zmíněných pilířů propagace vychází i placená reklama na této sociální síti. Stejně jako Facebook či Linkedin i Twitter nabízí velmi sofistikovaný a poměrně přesný způsob cílení reklamy na skupiny uživatelů. Také poskytuje slušné statistiky o průběhu a výsledcích reklamních kampaní a to v přehledné grafické podobě.
Obchodní model reklamy na Twitteru nabízí možnosti CPE a CPF reklamy.
Prostřednictvím placené reklamy na sociální síti Twitter je možné inzerovat:
- tweety – prostřednictvím formátu Promoted tweets, tedy sponzorovaných tweetů je možné propagovat jednotlivé tweety na základě vlastního výběru nebo nechat systém vybrat tweety na základě jejich míry engagementu. Při inzerci tweetu je využívána forma CPE reklamy. Úspěšnost, respektive efektivita sponzorovaného tweetu závisí od cílování, jakož i atraktivity konkrétního tweetu. Čím je tweet pro uživatele atraktivnější a zajímavější, tím větší míru engagementu vyvolá a následně i systém tweet častěji zobrazuje,
- Twitter účet – na Twitteru je možné propagovat i celý vlastní účet, což se na stránkách Twitteru projevuje jako sponzorovaný návrh na "sledování " (following). Při inzerci celého účtu na Twitteru se využívá forma CPF reklamy.[8]

## Reklama na TikToku
TikTok je sociální síť primárně zaměřená na videa na výšku. 
Reklama na TikToku je pro mnoho značek a marketérů stále více atraktivní, a to díky velké a aktivní základně uživatelů, zejména mezi mladšími generacemi. Kupní síla je tam veliká, dokonce až 44 % uživatelů uvedlo, že díky TikToku objevili produkt, který si na základě toho zakoupili.
Na této sociální síti sice najdeme stále více mladší generace (například generace Z), ale protože síť stále roste, najdeme zde věkové skupiny až kolem 35 let.
TikTok umožňuje tyto různé formáty reklam:
- In-Feed Ads / reklama ve feedu: Toto jsou reklamy, které se objevují ve feedu uživatele mezi prohlíženými videi. Podobají se běžným TikTok videím, mohou být až 60 sekund dlouhé a podporují interaktivitu, jako je klikání na odkazy.
- Brand Takeover: Jedná se o reklamy, které se objevují ihned po otevření aplikace TikTok. Mohou být ve formátu obrázku, videa nebo GIFu a odkazují přímo na webové stránky nebo TikTok profil.
- TopView / reklama s horním zobrazením: Tento formát reklamy je první věc, kterou uživatelé uvidí, když otevřou TikTok. Je to rozšířená verze Brand Takeover, videa mohou být až 60 sekund dlouhá a hrají se s plným zvukem.
- Branded Hashtag Challenge: Firmy mohou vytvářet propagované hashtagy, které motivují uživatele k vytváření obsahu s tímto hashtagem. Tento formát je velmi účinný pro zapojení uživatelů a šíření povědomí o značce.
- Branded Effects: Umožňuje značkám vytvářet vlastní filtry, efekty nebo animace, které mohou uživatelé používat ve svých videích.

Reklama na TikToku umožňuje značkám cílit na uživatele podle různých kritérií, jako jsou věk, pohlaví, zájmy, chování a další demografické faktory.
TikTok poskytuje analytické nástroje pro měření výkonu kampaní, které umožňují sledovat účinnost reklamních kampaní, jako jsou zobrazení, kliknutí, míra interakce, návštěvy profilu a další.
Náklady na reklamu na TikToku se mohou lišit v závislosti na formátu reklamy, cílové oblasti, konkurenci v aukci a období kampaně. Reklamy jsou obvykle prodávány na bázi CPC (náklady za kliknutí), CPM (náklady za tisíc zobrazení), nebo CPV (náklady za zhlédnutí).
Vysoká míra zapojení uživatelů a interakce na reklamu. Díky přirozenému formátu a kreativnímu obsahu mají reklamy na TikToku obvykle vysokou míru angažovanosti, což je důležité pro značky hledající zvýšení povědomí a interakce.
Reklama na TikToku je dynamicky se rozvíjející oblast s velkým potenciálem pro značky, které chtějí oslovit mladé publikum v interaktivní a zábavné formě. TikTok stále roste a nabízí obrovskou příležitost pro inzerci produktů. 48 % uživatelů TikToku uvedlo, že v příštích 3 měsících hodlají nakoupit přímo na TikToku nebo na základě doporučení z platformy.